# 7844 Horikawa
7844 Horikawa este un asteroid din centura principală de asteroizi.

## Descriere
7844 Horikawa este un asteroid din centura principală de asteroizi. A fost descoperit pe 21 decembrie 1995 la Ōizumi de Takao Kobayashi. El prezintă o orbită caracterizată de o semiaxă mare de 2,57 ua, o excentricitate de 0,27 și o înclinație de 2,6° în raport cu ecliptica.